# (6261) Chione
(6261) Chione (1976 WC) – planetoida z grupy przecinających orbitę Marsa okrążająca Słońce w ciągu 3,62 lat w średniej odległości 2,36 j.a. Odkryta 30 listopada 1976 roku.